# Campionati del mondo di atletica leggera 2013 - Maratona femminile

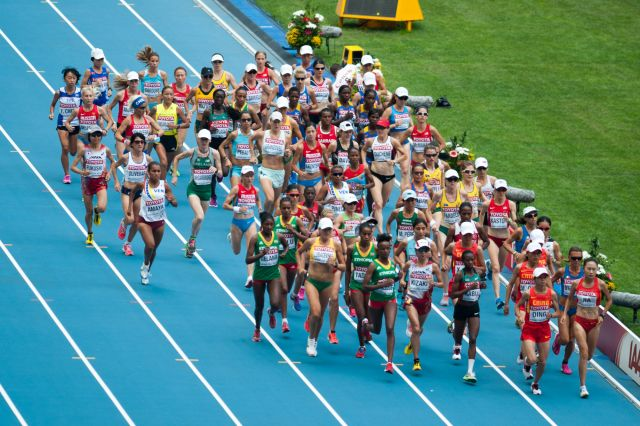
L'inizio della maratona femminile.

La gara della maratona femminile dei Campionati del mondo di atletica leggera 2013 si è svolta il 10 agosto.
La medaglia d'ora è stata vinta dalla keniota Edna Kiplagat, che ha preceduta l'italiana Valeria Straneo e la giapponese Kayoko Fukushi.

## Situazione pre-gara

### Record
Di seguito sono riportati i record :
| Record del Mondo                                                | Paula Radcliffe Gran Bretagna | 2 h 15 min 25 | Londra   | 13 aprile 2003    |
| Record dei Campionati                                           | Paula Radcliffe Gran Bretagna | 2 h 20 min 57 | Helsinki | 14 agosto 2005    |
| Record d'Africa                                                 | Catherine Ndereba Kenya       | 2 h 18 min 47 | Chicago  | 7 ottobre 2001    |
| Record d'Asia                                                   | Mizuki Noguchi Giappone       | 2 h 19 min 12 | Berlino  | 25 settembre 2005 |
| Record dell'America del Nord , del centro e dei paesi Caraibici | Deena Kastor Stati Uniti      | 2 h 19 min 36 | Londra   | 23 aprile 2006    |
| Record dell'America del Sud                                     | Carmen Oliveira Brasile       | 2 h 27 min 41 | Boston   | 18 aprile 1994    |
| Record dell'Europa                                              | Paula Radcliffe Gran Bretagna | 2 h 15 min 25 | Londra   | 13 aprile 2003    |
| Record dell'Oceania                                             | Benita Johnson Australia      | 2 h 22 min 36 | Chicago  | 22 ottobre 2006   |

### Campioni in carica
I campioni in carica, a livello mondiale e continentale, erano:
| Campione | Atleta              | Prestazione | Data                                | Competizione               |
| -------- | ------------------- | ----------- | ----------------------------------- | -------------------------- |
| Olimpico | Tiki Gelana Kenya   | 2h23'07"    | 5 agosto 2012 Londra, Regno Unito   | Giochi della XXX Olimpiade |
| Mondiale | Edna Kiplagat Kenya | 2h28'43"    | 27 agosto 2011 Taegu, Corea del Sud | Campionati del mondo 2011  |
| Europeo  | Anna Incerti Italia | 2h32'48"    | 31 luglio 2010 Barcellona, Spagna   | Campionati europei 2010    |

### La stagione
Prima di questa gara, gli atleti con le migliori tre prestazioni dell'anno erano:
| Pos. | Atleta               | Prestazione | Data                               |
| ---- | -------------------- | ----------- | ---------------------------------- |
| 1    | Priscah Jeptoo Kenya | 2h20'15"    | 21 aprile 2013 Londra, Regno Unito |
| 2    | Feyse Tadese Etiopia | 2h21'06"    | 7 aprile 2013 Parigi, Francia      |
| 3    | Edna Kiplagat Kenya  | 2h21'32"    | 21 aprile 2013 Londra, Regno Unito |

## Podio
| Posizione | Atleta          | Nazione  |
| --------- | --------------- | -------- |
| Oro       | Edna Kiplagat   | Kenya    |
| Argento   | Valeria Straneo | Italia   |
| Bronzo    | Kayoko Fukushi  | Giappone |

## Classifica
| Pos.    | Atleta                       | Nazione        | Tempo    | Note                                     |
| ------- | ---------------------------- | -------------- | -------- | ---------------------------------------- |
| Oro     | Edna Kiplagat                | Kenya          | 2h25'44" |                                          |
| Argento | Valeria Straneo              | Italia         | 2h25'58" | Miglior prestazione personale stagionale |
| Bronzo  | Kayoko Fukushi               | Giappone       | 2h27'45" |                                          |
| 4       | Ryoko Kizaki                 | Giappone       | 2h31'28" |                                          |
| 5       | Alessandra Aguilar           | Spagna         | 2h32'38" |                                          |
| 6       | Emma Quaglia                 | Italia         | 2h34'16" | Miglior prestazione personale stagionale |
| 7       | Madaí Pérez                  | Messico        | 2h34'24" | Miglior prestazione personale stagionale |
| 8       | Kim Hye-Gyong                | Corea del Nord | 2h35'49" |                                          |
| 9       | Deena Kastor                 | Stati Uniti    | 2h36'12" | Miglior prestazione personale stagionale |
| 10      | Susan Partridge              | Regno Unito    | 2h36'24" |                                          |
| 11      | Jessica Trengove             | Australia      | 2h37'11" | Miglior prestazione personale stagionale |
| 12      | Diana Lobačevskė             | Lituania       | 2h37'48" |                                          |
| 13      | Aberu Kebede                 | Etiopia        | 2h38'04" |                                          |
| 14      | Kim Hye-Song                 | Corea del Nord | 2h38'28" |                                          |
| 15      | Lishan Dula                  | Bahrein        | 2h38'47" | Miglior prestazione personale stagionale |
| 16      | Sonia Samuels                | Regno Unito    | 2h38'47" | Miglior prestazione personale stagionale |
| 17      | Sin Yong-Sun                 | Corea del Nord | 2h39'22" |                                          |
| 18      | Dorothy McMahan              | Stati Uniti    | 2h39'52" | Miglior prestazione personale stagionale |
| 19      | Ding Changqin                | Cina           | 2h40'13" |                                          |
| 20      | Živilė Balčiūnaitė           | Lituania       | 2h41'09" | Miglior prestazione personale stagionale |
| 21      | Albina Mayorova              | Russia         | 2h41'19" |                                          |
| 22      | Nadezdha Leonteva            | Russia         | 2h42'49" |                                          |
| 23      | Jeannette Faber              | Stati Uniti    | 2h44'03" | Miglior prestazione personale stagionale |
| 24      | Lucy Wangui Kabuu            | Kenya          | 2h44'06" | Miglior prestazione personale stagionale |
| 25      | Alina Armas                  | Namibia        | 2h45'09" |                                          |
| 26      | Alevtina Biktimirvova        | Russia         | 2h45'11" |                                          |
| 27      | Tatyana Aryasova             | Russia         | 2h45'27" |                                          |
| 28      | Wei Xiaojie                  | Cina           | 2h46'46" |                                          |
| 29      | Kalliopi Astropekaki         | Grecia         | 2h47'12" |                                          |
| 30      | Remalda Kergytė              | Lituania       | 2h47'30" |                                          |
| 31      | Kateryna Karmanenko          | Ucraina        | 2h48'18" | Miglior prestazione personale stagionale |
| 32      | Kim Seong-Eun                | Corea del Sud  | 2h48'46" |                                          |
| 33      | Carmen Oliveras              | Francia        | 2h48'58" |                                          |
| 34      | Cao Mojie                    | Cina           | 2h49'15" |                                          |
| 35      | Renate Wyss                  | Svizzera       | 2h50'41" |                                          |
| 36      | Karina Córdoba               | Argentina      | 2h51'07" | Miglior prestazione personale stagionale |
| 37      | Mary Davies                  | Nuova Zelanda  | 2h51'24" | Miglior prestazione personale stagionale |
| 38      | Iuliia Andreeva              | Kirghizistan   | 2h53'16" |                                          |
| 39      | Erika Abril                  | Colombia       | 2h55'13" |                                          |
| 40      | Lauren Shelley               | Australia      | 2h55'40" | Miglior prestazione personale stagionale |
| 41      | Karina Neipán                | Argentina      | 2h56'02" | Miglior prestazione personale stagionale |
| 42      | Tanith Maxwell               | Sudafrica      | 2h56'37" | Miglior prestazione personale stagionale |
| 43      | Zuleima Amaya                | Venezuela      | 2h58'22" |                                          |
| 44      | Lanni Marchant               | Canada         | 3h01'54" | Miglior prestazione personale stagionale |
| 45      | Nicole Chapple               | Australia      | 3h05'42" |                                          |
| 46      | Daneja Grandovec             | Slovenia       | 3h10'46" | Miglior prestazione personale stagionale |
|         | Nebiat Habtemariam           | Eritrea        | dq       |                                          |
|         | Maria McCambridge            | Irlanda        | dnf      |                                          |
|         | Krista Duchene               | Canada         | dnf      |                                          |
|         | Beata Naigambo               | Namibia        | dnf      |                                          |
|         | Helalia Johannes             | Namibia        | dnf      |                                          |
|         | Slađana Perunović            | Montenegro     | dnf      |                                          |
|         | Sultan Haydar                | Turchia        | dnf      |                                          |
|         | Ümmü Kiraz                   | Turchia        | dnf      |                                          |
|         | Meselech Melkamu             | Etiopia        | dnf      |                                          |
|         | Tiki Gelana                  | Etiopia        | dnf      |                                          |
|         | Mizuki Noguchi               | Giappone       | dnf      |                                          |
|         | Meseret Hailu                | Etiopia        | dnf      |                                          |
|         | Luvsanlkhündegiin Otgonbayar | Mongolia       | dnf      |                                          |
|         | Jane Fardell                 | Australia      | dnf      |                                          |
|         | Jia Chaofeng                 | Cina           | dnf      |                                          |
|         | Yolymar Pineda               | Venezuela      | dnf      |                                          |
|         | Érika Olivera                | Cile           | dnf      |                                          |
|         | He Yinli                     | Cina           | dnf      |                                          |
|         | Leena Ekandjo                | Namibia        | dnf      |                                          |
|         | Valentine Jepkorir Kipketer  | Kenya          | dnf      |                                          |
|         | María Peralta                | Argentina      | dnf      |                                          |
|         | Feyse Tadese                 | Etiopia        | dnf      |                                          |
|         | Kim Mi-Gyong                 | Corea del Nord | dnf      |                                          |
|         | Chen Yu-Hsuan                | Taipei cinese  | dnf      |                                          |
|         | Patricia Morceli Bühler      | Svizzera       | dns      |                                          |
|         | Rosa Chacha                  | Ecuador        | dns      |                                          |